# Stadion Šubićevac
El Stadion Šubićevac anteriormente Stadion Rade Končar es un estadio de fútbol ubicado en la ciudad de Šibenik, Croacia. Es el estadio en el que disputa sus partidos el club HNK Šibenik de la Liga croata, tiene una capacidad para 3.550 espectadores.
En la era comunista, el estadio llevaba el nombre del líder de los partisanos yugoslavos Rade Končar y era conocido como Stadion Rade Končar.

## Historia
La construcción del estadio comenzó a principios de 1946, como parte de un complejo deportivo que contaba con un campo de fútbol, pista de atletismo, canchas de tenis, baloncesto y voleibol. La ubicación elegida para el proyecto fue una zona llamada Šubićevac, que es donde Rade Končar, un destacado luchador antifascista de la Segunda Guerra Mundial, fue ejecutado por el ejército italiano junto con otros 25 miembros de la resistencia. Por lo tanto, el estadio recibió el nombre de Stadion Rade Končar en memoria de él.
La primera fase de la construcción duró dos años y el estadio fue inaugurado el 1 de mayo de 1948, con un partido amistoso entre HNK Šibenik y Hajduk Split. En el estadio también se jugaron varios partidos de fútbol como parte de los Juegos Mediterráneos de 1979, organizados en la cercana ciudad de Split.
El 9 de febrero de 2003, la selección croata de fútbol disputó un partido amistoso con Macedonia en Šubićevac, con resultado final de empate 2–2.
El 1 de agosto de 2020, se disputó en el estadio la final de la Copa de Croacia 2019-20 entre HNK Rijeka y Lokomotiva Zagreb.